# Howard Hanson
Pour les articles homonymes, voir Hanson.
Howard Harold Hanson le 28 octobre 1896 à Wahoo (Nebraska) et décédé le 26 février 1981 à Rochester (État de New York), est un compositeur, chef d'orchestre, théoricien et pédagogue américain.

## Biographie
Né de parents d'origine suédoise, il étudie d'abord la musique avec sa mère, puis au collège de Wahoo et, en 1914, à l'Institut of Musical Art de New York (où il apprend les techniques de composition et la théorie musicale avec Percy Goetschius), et enfin jusqu'en 1916, à l'Université Northwestern (Chicago, Illinois), où il parachève ses études en composition, complétées par l'apprentissage du piano, du violoncelle et du trombone.
Cette même année 1916, désormais diplômé, il obtient un premier poste d'enseignant (composition et théorie musicale) à l'Université du Pacifique (Californie). En 1921, ayant gagné le prix de Rome américain (Rome Prize) (catégorie "Composition musicale"), il séjourne trois années dans la capitale italienne, où il est en résidence de 1922 à 1924 à l'American Academy. Là, il compose plusieurs œuvres, notamment sa première symphonie, créée à Rome sous sa direction en 1923.
En 1924, de retour aux États-Unis, il commence à y diriger ses compositions pour orchestre, dont ladite symphonie no 1, jouée en première américaine à Rochester. À cette occasion, il est remarqué par George Eastman, fondateur de l'École de musique Eastman au même lieu, et qui lui en propose la direction. Howard Hanson occupera ce poste de directeur durant quarante ans, jusqu'en 1964. Sous son impulsion, cette école de musique privée (associée néanmoins à l'Université de Rochester) deviendra l'une des plus importantes aux États-Unis. Le compositeur créera en 1925 un programme de concerts destiné à promouvoir la musique "classique" américaine, non seulement la sienne mais aussi celle de ses collègues. De plus, il fondera l'Eastman-Rochester Symphony Orchestra (comprenant des membres de l'Orchestre philharmonique de Rochester et des étudiants de l'école de musique), à la tête duquel il défendra la musique de William Grant Still, Samuel Barber, Walter Piston, Morton Gould, entre autres. Outre ces deux formations symphoniques, Hanson dirigera notamment l'Orchestre symphonique de Boston, avec lequel il nouera des liens privilégiés et qui créera plusieurs de ses œuvres, tant sous sa direction (ainsi, sa symphonie no 4 en 1943 — qui se verra décerner le Prix Pulitzer de musique, en 1944 —) que sous celle de Serge Koussevitzky (créateur de sa symphonie no 2 en 1930) ou de Charles Munch (créateur de son Elegy — à la mémoire de Koussevitzky — en 1956).
En marge de ses activités au sein de l'Eastman School of Music (qu'il poursuivra après en avoir quitté la direction), il collabore avec divers organismes à vocation culturelle dont, entre 1946 et 1962, l'UNESCO (laquelle lui commande en 1949 sa Pastorale pour hautbois et piano) et, en 1961-1962, effectue des tournées en Europe et en Égypte, à la tête d'un orchestre d'étudiants de son école, l'Eastman Philharmonia. N'ayant, en fait, jamais cessé de composer et de diriger jusqu'à son décès en 1981, il écrira également des ouvrages théoriques, dont Harmonic Materials of Modern Music : Resources of the Tempered Scale (publié en 1960 aux éditions Irvington).
Le catalogue de ses compositions (influencées notamment par le chant grégorien, Jean Sibelius et Edvard Grieg), d'un romantisme tardif, comprend des pièces pour piano, de la musique de chambre, de nombreuses œuvres avec orchestre (dont sept symphonies, des poèmes symphoniques, des concertos, des musiques de scène), des œuvres chorales, des pièces pour orchestre d'harmonie, ainsi qu'un opéra de 1933, Merry Mount (en) (créé l'année suivante au Metropolitan Opera de New York).

## Œuvres (sélection)

### Pièces pour piano
- 1918 : Poèmes érotiques (titre original) op. 9 ; Sonate op. 11 ;
- 1919 : 3 Miniatures op. 12 ;
- 1920 : 3 Etudes op. 18 ; 2 Yuletide Pieces op. 19 ;
- 1935 : Enchantment.

### Musique de chambre
- 1916 : Quintette avec piano en fa mineur op. 5 ;
- 1917 : Concerto da camera pour deux violons, alto, violoncelle et piano op. 7 ;
- 1923 : Quatuor à cordes en un mouvement op. 23 ;
- 1949 : Pastorale pour hautbois et piano op. 38.

### Œuvres pour orchestre d'harmonie
- 1954 : Chorale and Alleluia op. 42 ;
- 1967 : Centennial March ;
- 1972 : Young Person's Guide, avec piano et percussions ; Dies Natalis II.

### Œuvres avec orchestre
Œuvres concertantes
- 1921 : Concerto pour orgue, orchestre à cordes et harpe ;
- 1926 : Concerto pour orgue op. 27 ;
- 1948 : Concerto pour piano op. 36 ;
- 1951 : Fantasy-Variations on a Theme of Youth avec piano op. 40 ;
- 1966 : Summer Seascape II pour alto et orchestre à cordes.

Symphonies
- 1922 : no 1 Nordique en mi mineur op. 21 ;
- 1930 : no 2 Romantique op. 30 ;
- 1938 : no 3 op. 33 ;
- 1943 : no 4 Requiem op. 34 ;
- 1955 : no 5Sinfonia Sacra op. 43 ;
- 1967 : no 6 ;
- 1977 : no 7 A Sea Symphony, avec chœurs.

Musiques de scène
- 1919 : California Forest Play of 1920, ballet avec soli, chœurs, et danseurs op. 16 ;
- 1933 : Merry Mount, opéra en 3 actes avec soli et chœurs op. 31 ;
- 1979 : Nymphs and Satyr, ballet.

Poèmes symphoniques
- 1920 : Before the Dawn op. 17 ; Exaltation, avec piano obligé, op. 20 ;
- 1923 : North and West, avec chœur obligé, op. 22 ; Lux aeterna, avec alto obligé, op.24 ;
- 1926 :  Pan and the Priest, avec piano obligé, op. 26.

Autres œuvres avec orchestre
- 1915 : 3 Songs of Walt Whitman, avec voix soliste, op. 3 ;
- 1916 : Symphonic Prelude op. 6 ;
- 1917 : Symphonic Legend op. 8 ;
- 1919 : Symphonic Rhapsody op. 14 ;
- 1938 : Merry Mount, suite symphonique tirée de l'opéra du même nom ;
- 1946 : Serenade pour flûte, orchestre à cordes et harpe op. 35 ;
- 1949 : Pastorale pour hautbois, orchestre à cordes et harpe op. 38 (orchestration de la pièce du même nom pour hautbois et piano sus-visée) ;
- 1956 : Elegy "in Memory of my Friend Serge Koussevitzky" op. 44 ;
- 1957 : Mosaics ;
- 1958 : Summer Seascape I ;
- 1961 : Bold Island Suite op. 46 ;
- 1963 : For the First Time ;
- 1967 : Dies Natalis I.

### Œuvres chorales
- 1925 : The Lament for Beowulf, pour chœurs et orchestre, op. 25 ;
- 1927 : Heroic Elegy, pour chœurs et orchestre op. 28 ;
- 1935 : Songs from Drum Taps, pour baryton, chœurs et orchestre, op. 32 ;
- 1949 : The Cherubic Hymn, pour chœurs et orchestre, op. 37 ;
- 1952 : How Excellency thy Name, pour chœur de femmes et piano, op. 41 ;
- 1957 : Song of Democracy, pour chœurs et orchestre op. 44 ;
- 1963 : Song of Human Rights, cantate pour chœurs et orchestre op. 49 ;
- 1965 : Psalm CL, pour chœur d'hommes a cappella ;
- 1968 : Psalm CXXI, pour baryton, chœurs et orchestre ;
- 1969 : Streams in the Desert, pour chœurs et orchestre ;
- 1970 : The Mystic Trumpeter, pour narrateur, chœurs et orchestre ;
- 1976 : New Land, New Covenant, oratorio pour soli, chœurs et orchestre.